# 金斯里弗鎮區 (阿肯色州麥迪遜縣)
金斯里弗鎮區（英語：Kings River Township）是位於美國阿肯色州麥迪遜縣的一個行政鎮區。

## 地方資料
根據2010年美國人口普查的數據，金斯里弗鎮區的面積為164.40平方千米，當中陸地面積為163.80平方千米，而水域面積為0.60平方千米。當地共有人口769人，而人口密度為每平方千米4人。